# The Killers
Pour les articles homonymes, voir The Killer et Killers.
Cet article possède un paronyme, voir Les Tueurs.
The Killers est un groupe américain de rock alternatif, originaire de Las Vegas dans le Nevada. Formé en 2002, il se compose de Brandon Flowers, David Brent « Dave » Keuning, Mark Stoermer et Ronald « Ronnie » Vannucci Jr.
Leur musique est influencée par des références incontournables des années 1980 et des années 1990 comme Depeche Mode, Magnum, Oasis, David Bowie, Duran Duran, The Cars, The Waterboys, New Order ou encore The Smiths. Leur premier album Hot Fuss (2004) est un succès mondial. Le groupe sort son second opus Sam's Town (2006). S'ensuit une compilation de nouvelles chansons, d'inédites et de faces B intitulée Sawdust (2007). La vente cumulée de ces 3 albums atteint les 12 millions d'exemplaires et assoit les Killers comme une valeur sûre de la scène internationale. Ils reviennent sur les devants de celle-ci avec la sortie de leur album Day and Age le 24 novembre 2008. Puis, après une interruption de quatre ans, au cours laquelle Brandon et Ronnie ont tous deux sorti un album solo, ils reviennent avec Battle Born en 2012, Wonderful Wonderful en 2017, et Imploding the Mirage en 2020.

## Histoire

### Prémices (2001–2003)
Tout commence en 2001, lorsque Brandon Flowers est abandonné par son premier groupe Blush Response pour avoir refusé de suivre le reste de la formation à Los Angeles. Après leur départ, il lit un journal local nommé Las Vegas Weekly et tombe sur une annonce du futur guitariste Dave Keuning dans laquelle il fait part de son désir de former un groupe qui aurait notamment dans ses influences Oasis. En citant ce groupe, Brandon y voit un signe du destin et les deux hommes se rencontrent. Le courant entre eux passe très vite et les deux musiciens composent rapidement leur premier hit Mr. Brightside. Ils se mettent alors en quête d'un batteur et d'un bassiste pour compléter la formation. Après plusieurs auditions, ils trouvent Ronnie Vannucci Jr. et Mark Stoermer aptes à remplir ces rôles. Le quatuor est désormais formé et leur choix concernant le nom du groupe se porte sur "The Killers" : un nom inscrit sur la grosse caisse d'un groupe fictif mis en scène dans le clip vidéo Crystal de New Order.
Le groupe joue pour la première fois dans un bar de Las Vegas The Ritual. Tout en écumant les salles de la ville, ils retiennent l'attention d'un représentant britannique de Warner Bros. à qui ils offrent leur démo. Ne donnant pas suite à leur rencontre, le représentant montre malgré tout cette démo à un ami travaillant pour le label anglais Lizard King, chez qui ils signeront finalement.

### Hot Fuss(2003–2006)
Le 19 août 2003, la chanson Mr. Brightside est utilisée pour l'émission de Zane Lowe à la BBC Radio 1 au Royaume-Uni. The Killers voyagent jusqu'à Londres pour y jouer. Le 29 septembre 2003, Mr. Brightside est publié dans le pays aux formats CD et vinyles et est positivement accueilli par la presse spécialisée. En conséquence du buzz généré au Royaume-Uni, quelques labels (major) américains commencent à s'intéresser au groupe et ce dernier est invité au ASCAP CMJ Music Marathon de New York. Ils finiront par signer au label Island Def Jam Music Group. Le groupe termine l'enregistrement de Hot Fuss en novembre 2003 avec Jeff Saltzman.
Les Killers sortent leur premier album Hot Fuss le 7 juin 2004 chez Lizard King Records, puis aux États-Unis et en France le 15 juin de la même année chez Island Records et Universal. Le succès ne se fait pas attendre : la presse spécialisée félicite l'album, et ce dernier devient numéro un des charts en Angleterre, en Irlande et en Australie, une 7e place aux États-Unis, et l'album se hissera même en 8e position dans les charts hexagonaux. Le groupe s'illustre surtout avec leurs deux premiers singles Somebody Told Me et Mr. Brightside, véritables cartons au Royaume-Uni et en Amérique du Nord. En avril 2005, l'album est certifié triple-disque de platine par la RIAA.
Leur succèdent All These Things that I've Done et Smile Like You Mean It. De plus, le buzz est alimenté par des couvertures, sujets et interviews de magazines comme Magic, Les Inrockuptibles, Rolling Stone ou encore NME qui encensent leur premier opus. Le support télévisuel n'est pas en reste : le clip de Somebody Told Me et Mr. Brightside sont en fortes rotations sur MCM, M6 Music Rock ou MTV pour ne citer qu'eux. C'est à cette même période que les quatre garçons font une apparition dans la seconde saison de la série américaine Newport Beach dans laquelle ils jouent leur propre rôle. En juillet 2005, ils font une apparition remarquée au concert du Live 8 où ils interprètent All These Things That I've Done dont le leitmotiv « I've got a soul but I'm not a soldier » sera repris par U2, Coldplay et Robbie Williams pendant leur performance. Le 5 novembre 2005, Bono invite Brandon Flowers sur une scène de Las Vegas durant leur Vertigo Tour pour y chanter In a Little While, un titre qui figure sur leur dixième album, All That You Can't Leave Behind. Finalement, Hot Fuss s'écoulera à près de sept millions d'exemplaires dans le monde dont trois millions aux États-Unis et à 150 000 exemplaires en France[réf. nécessaire]. Au Royaume-Uni, l'album connaît une belle longévité puisqu'il figure régulièrement dans le top 100 hebdomadaire.

### Sam's TownetSawdust(2006–2008)
Le deuxième album du groupe, Sam's Town, est publié le 2 octobre 2006 en Europe et le 3 octobre 2006 aux États-Unis,. Cet opus, qualifié par Brandon Flowers lui-même comme « l'un des meilleurs albums de ces vingt dernières années », connaît un accueil moins dithyrambique ; ce qui n'empêche pas les ventes de s'emballer. En une semaine d'exploitation, Sam's Town se vend à plus de 706 000 exemplaires en s'illustrant en tête des charts anglais, irlandais et canadiens. Il obtient notamment une honorable 2e place dans leur pays mais une décevante 30e place en France[réf. nécessaire]. Toutefois, la barre symbolique du million d'exemplaires est rapidement franchie en janvier 2007. De cet album sont extraits quatre singles dont le premier When You Were Young accroche la 5e place sur les plateformes de téléchargement en Angleterre, puis, à sa sortie physique, il s'octroie la seconde place. Puis Bones lui succède au mois de novembre. Sa sortie est surtout remarquée par son clip vidéo réalisé par Tim Burton. Viennent enfin en février Read My Mind et en juin For Reasons Unknown.
Au milieu de leur tournée mondiale, le groupe s'arrête à Londres pour y enregistrer une chanson de Noël A Great Big Sled - dont l'intégralité des bénéfices reviennent à Product Red - mais également une session acoustique dans les mythiques studios Abbey Road. Il y jouent plusieurs titres de leur dernier album mais également un titre qui a fait le succès de Dire Straits, Romeo and Juliet. Cette reprise figurera parmi les dizaines de chansons qui composeront Sawdust. Le 9 novembre 2007, cette compilation voit le jour. Elle comprend des faces B, des nouvelles chansons ainsi que des inédites et des reprises. Le premier single est Tranquilize, une collaboration avec Lou Reed sortie en octobre 2007. La compilation se compose entre autres de Shadowplay, une reprise du groupe Joy Division qui sera utilisée comme bande-son du film consacré à la vie du leader Ian Curtis, Control, Leave the Bourbon on the Shelf qui clôt la trilogie du meurtre avec Midnight Show et Jenny Was a Friend of Mine, mais aussi Move Away utilisée comme bande-son de Spider-Man 3. Un mois après la sortie de Sawdust, le groupe sort leur deuxième chanson de Noël Don't Shoot Me Santa dont les fonds seront une fois de plus reversés à Product Red.
Au terme de ces deux années où le groupe aura participé à plus de 200 concerts et festivals confondus, plus de 5,5 millions d'exemplaires de Sam's Town se sont vendus dans le monde. Quant à Sawdust, il affiche une vente supérieure à un million d'exemplaires.

### Day and Age(2007–2009)

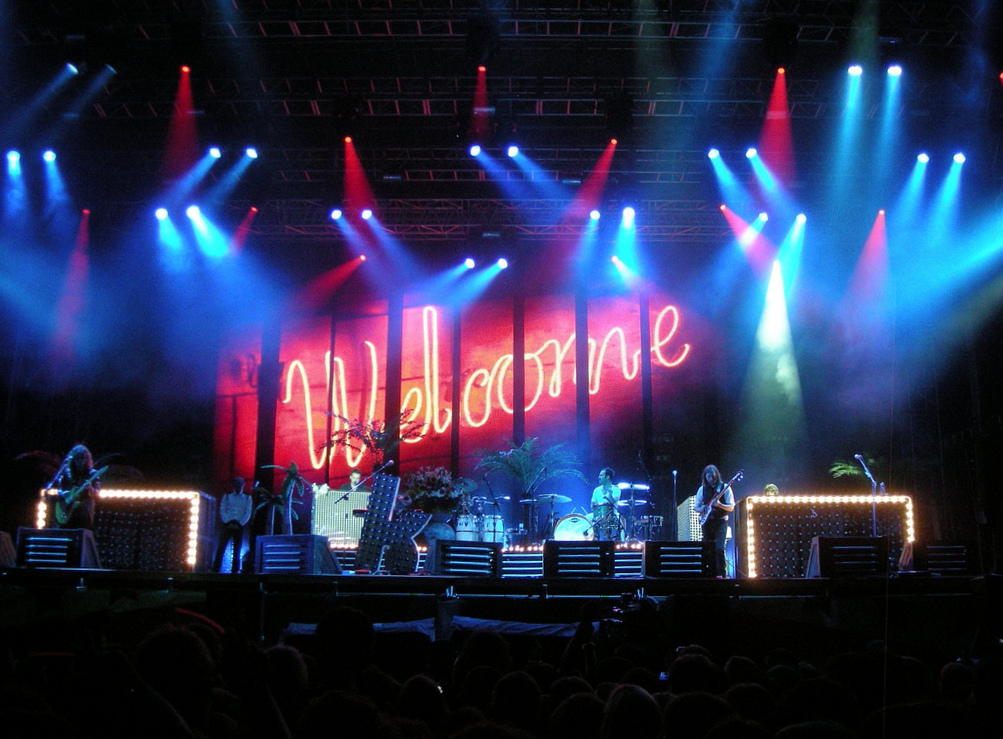
The Killers en 2009.

Ils publient leur single Human en octobre 2008, single décrit par Brandon Flowers comme un « mélange entre Johnny Cash et les Pet Shop Boys. » La chanson devient un succès international. Day and Age, le troisième album du groupe, est publié le 24 novembre 2008 en Europe et le 25 novembre 2008 dans le reste du monde. Produit par Stuart Price qui a déjà travaillé avec le groupe sur le Thin White Duke remix de Mr. Brightside et sur Sawdust -, le premier single s'intitule Human et est sorti le 23 septembre 2008. L'album atteint la sixième place du Billboard 200. Par la suite, le groupe sort comme chaque année pour la troisième fois, une chanson de Noël en décembre 2008, il s'agit de Joseph, Better You Than Me, une collaboration avec Elton John. Sortiront également de l'album les singles Spaceman, The World We Live In et A Dustland Fairytale. Day and Age compte un peu plus de trois millions d'albums dans le monde dont un million vendu en Europe.
Le groupe effectue la tournée Day and Age qu'ils effectuent sur tous les continents à l'exception de l'Antarctique, et jouent aux festivals Lollapalooza et Coachella pour la première fois. La tournée nommée comme l'une des 50 meilleures effectuées en 2009. En juillet 2009, ils publient Hotel California des Eagles sur la compilation Rhythms del Mundo Classics. Le live Live from the Royal Albert Hall sort en novembre en DVD et CD. Ils publient également A White Demon Love Song sur la bande originale de Twilight, chapitre II : Tentation. Leur chanson de Noël annuelle de 2009 est Happy Birthday Guadalupe, disponible le 1er décembre.
Beaucoup de fausses rumeurs circulent sur Internet à propos du départ de l'un des membres du groupe pour une carrière solo, mais l'information a été démentie. Cependant, après l'apparition d'un mystérieux compte à rebours sur le site web des Killers, Brandon Flowers confirme la sortie prochaine d'un album solo intitulé Flamingo. Le groupe a cependant déclaré que cette parenthèse n'est que temporaire. Le groupe devrait sortir un album de reprises prochainement. De son côté, le batteur Ronnie Vannucci Jr. s'est associé à deux membres de Keane pour prendre part au supergroupe Mt. Desolation. En 2010 encore, le groupe propose une nouvelle chanson de Noël qui a pour titre Boots.

### Battle Born(2010–2015)

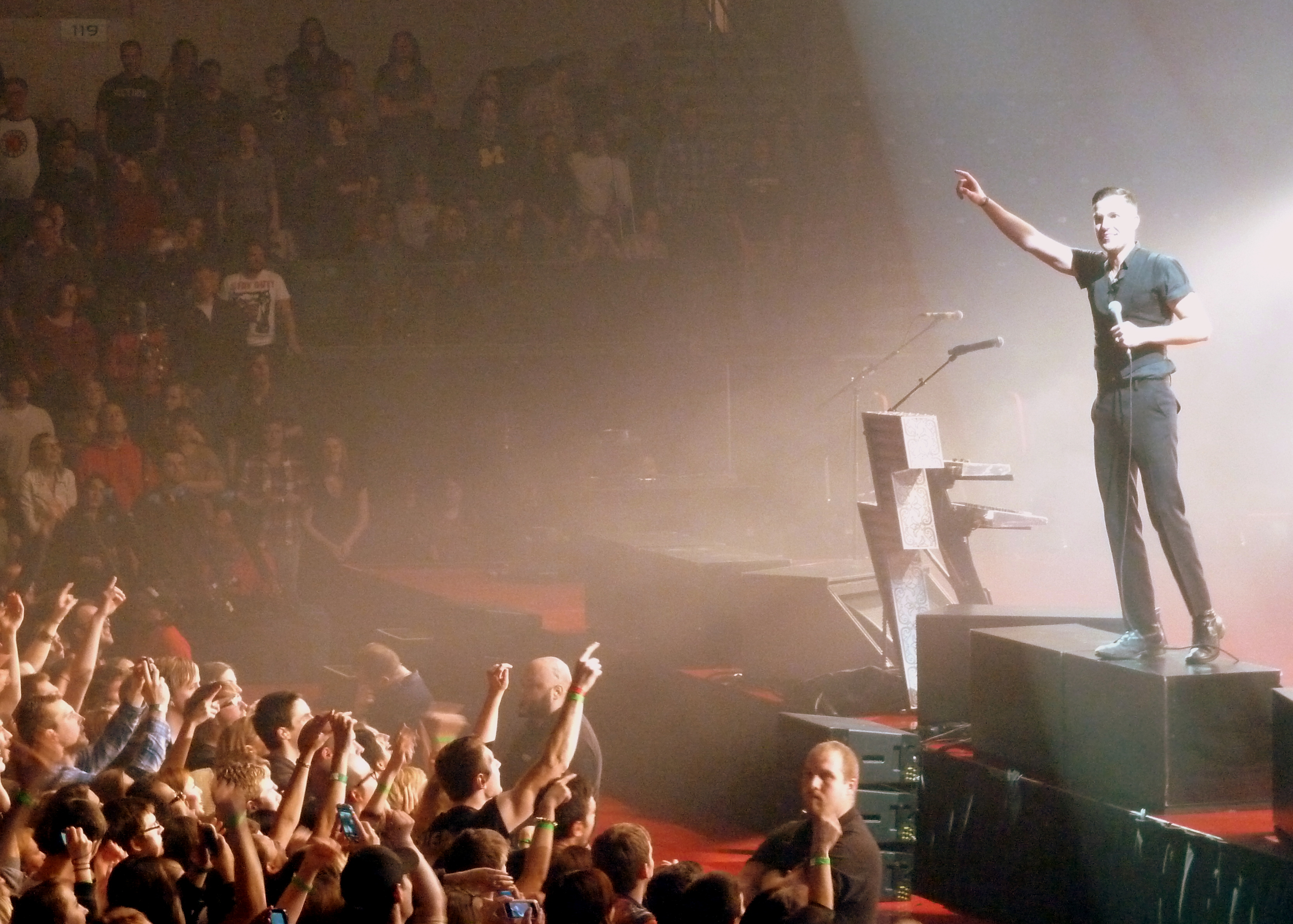
Brandon Flowers en 2012.

Le groupe revient en concert en 2011 en tête d'affiche du Lollapalooza à Santiago, au Chili, le 2 avril 2011. Ils jouent aussi à la fermeture du concert Top of the Mountain à Ischgl, en Autriche, le 30 avril 2011. Ils jouent en tête d'affiche du Hard Rock Calling pour la deuxième fois au Hyde Park, à Londres, le 24 juin 2011. Le groupe entre en studio en 2011 après une pause de trois ans pour enregistrer un cinquième disque, Battle Born, leur quatrième album studio.
Le 10 juillet 2012, le premier single de l'album fait son apparition sur la toile et à la radio, Runaways. La chanson sort par la suite sur des plates-formes de téléchargement comme iTunes le 17 juillet en Amérique, tandis qu'elle sortira en Grande-Bretagne uniquement le 9 septembre. Le 26 juillet 2012, le clip est mis en ligne et récolte un million de vues en seulement quatre jours. Le 22 juin 2013, le groupe joue son plus gros concert en date, avec une capacité maximum de 90 000 spectateurs au stade de Wembley. En septembre 2013 est publié Shot at the Night, morceau inédit précédant la compilation Direct Hits.
Le 11 septembre 2013, le groupe tweete une image comprenant un code en morse. Il se traduit par The Killers Shot at the Night. Le 16 septembre 2013, exactement dix jours après leur concert à Londres, The Killers publient Shot at the Night, produit par Anthony Gonzalez. Ils révèlent aussi la sortie d'une compilation, intitulée Direct Hits, publiée le 11 novembre 2013,.

### Wonderful Wonderful(2015–2019)
Ils enregistrent les chansons de Noël The Cowboy's Christmas Ball (2011), I Feel It in My Bones (2012) Christmas in L.A. (2013), Joel the Lump of Coal (2014), Dirt Sledding (2015), et I'll Be Home for Christmas (2016). Le 18 novembre 2016, ils publient Don't Waste Your Wishes, un album reprenant leurs différents morceaux parus pour Noël depuis 10 ans. Ils ne publient cependant plus de chanson de Noël pour 2017 et les années suivantes.
L'album Wonderful Wonderful est annoncé pour le 22 septembre 2017. Un premier extrait, The Man, est publié le 14 juin 2017. La chanson comprend notamment des extraits échantillonnés de titres de Kool and the Gang (Spirit of the Boogie) et de David Bowie (Fame).
Le groupe annonce sa participation au 2017 AFL Grand Final de Melbourne, en Australie, le 30 septembre 2017.
Ils reprennent Mona Lisas and Mad Hatters (en) d'Elton John en 2018 sur un album hommage.
Le guitariste Dave Koening et le bassiste Mark Stoermer ne participent pas à la tournée qui suit la sortie de l'album. Ce dernier en particulier souffre de problèmes à l'oreille depuis un spectacle pyrotechnique à Londres. Fin 2018, Koening se disait épuisé par les tournées loin de sa famille, en burn-out, et du fait que ses propositions de chanson n'étaient généralement pas retenues.
Le 14 janvier 2019, le groupe sort un simple intitulé Land of the Free, dont la vidéo est réalisée par Spike Lee.

### Imploding the Mirage(2020)
Le nouvel album est intitulé Imploding the Mirage, et est annoncé pour sortie le 29 mai 2020, puis pour le 21 août 2020. Un premier simple, Caution, paraît le 12 mars, suivi de Fire and Bones. Ensuite My Own Soul's Warning.
Le guitariste Dave Koening, bien que toujours membre du groupe, ne participe pas à la réalisation de l'album, ce qui justifie pour partie les difficultés de finalisation à l'origine du report de sa parution.
La sortie de l'album est reportée et sa promotion contrariée par la pandémie de COVID-19. Quelques shows confinés sont organisés avec Brandon Flowers (voix, piano, claviers) et Ronald Vanucci Jr (guitare acoustique), ou en groupe habituel avec parfois Mark Stoermer à la basse, avec les musiciens de tournée habituels. Outre quelques anciennes et nouvelles chansons, des reprises dont The Waiting (en) de Tom Petty, A Pirate Looks at Forty (en) de Jimmy Buffett, et Electric Blue (en) de Icehouse, y est aussi à plusieurs occasions interprétée Land of the Free, dont les paroles ont été réactualisées à la suite du décès de George Floyd.
Flowers, Vanucci et Stoermer devraient tous trois participer à la tournée à venir.
En décembre 2020, le groupe promeut notamment via Facebook un kit de sauces piquantes nommées d'après leurs succès ("Caution", Fire in Bone, Blowback et Hot Fuss), mais surtout publie une liste de titre sur lesquels le groupe semble travailler pour le prochain album, annoncé pour le printemps 2021, puis août 2021, et auquel Dave Keuning devrait à nouveau prendre part. Sous la dénomination "List A" sont ainsi mentionnés les 11 titres suivants : 1. ‘Pressure Machine’, 2. ‘In Another Life’, 3. ‘Sleepwalker’, 4. ‘In The Car Outside’, 5. ‘A Terrible Thing’, 6. ‘Runaway Horses’, 7. ‘West Hills’, 8. ‘The Getting By’, 9. ‘Cody (The Miracle)’, 10. ‘In This Quiet Town’, et 11. ‘Desperate Things’ .

### Pressure Machine(depuis 2021)
Le simple Dustland, duo avec Bruce Springsteen, sort le 16 juin 2021. Le 19 juillet, le groupe annonce la publication de son septième album, Pressure Machine, pour le 13 août 2021. L'album est thématique, évoquant la vie, et plus particulièrement la jeunesse, dans les petites villes du middle-west américain, telle Nephi en Utah, où a vécu Brandon Flowers. Une édition Deluxe sort en mars 2022. Ils travaillent par ailleurs déjà sur un huitième album, pour lequel ils disposent déjà de plusieurs morceaux écrits, selon Brandon Flowers.

« Bizarrement, nous avions tout un tas de morceaux qui étaient un peu livrés à eux-mêmes, issus des sessions du dernier album, mais nous les gardons pour l’album d’après. A la place, nous faisons un autre disque qui est une sorte d’album concept, très différent de ce que The Killers sortent d’habitude. Nous avons donc toujours ce tas de morceaux et nous en écrivons d’autres. C’est toujours bien d’en avoir quelques-uns, ou même un album entier, à disposition, au cas où. »

Le 8 juillet 2022, le groupe dévoile leur futur simple boy au cours d'un concert au Mad Cool Festival à Madrid. La chanson a été écrite durant les sessions d'enregistrement de Pressure Machine, mais ne cadrait pas avec cet album thématique. Lors d'une interview au NME, Brandon Flowers confirme qu'ils continuent de travailler sur leur huitième album, avec plusieurs simples à venir courant 2022 avant l'album début 2023. "Boy" sort le 5 août. Lors de la tournée nord-américaine courant du mois d'août, le groupe termine certains de ses concerts avec Johnny Marr (qui assure les premières parties), interprétant à cette occasion diverses chansons du répertoire des Smiths, telles This Charming Man, Stop Me If You Think You've Heard This One Before, There Is a Light That Never Goes Out, Please, Please, Please, Let Me Get What I Want, et What She Says.
Le 15 août 2023, le groupe donnait un concert à la Black Sea Arena à Shekvetili, en Géorgie, pays du Caucase. Au cours de la chanson "For Reasons Unknown", le groupe a déclenché une polémique en invitant au hasard un membre du public (comme ils le font habituellement lors de la plupart de leurs concerts) pour accompagner à la batterie. Parmi ceux-ci, un ressortissant russe. Une partie de la salle hua. Le chanteur Brandon Flowers essaya de calmer le jeu en invoquant que tous les fans du groupe étaient "frères et sœurs". Une partie du public quitta la salle en guise de protestation. Le groupe présenta des excuses par après sur les médias sociaux, rappelant qu'ils ne voulaient insulter personne, et que leur message de fraternité ne devait pas être mal interprété dans le cadre des tensions politiques entre la Russie et la Géorgie,.
Le 22 août 2023, le groupe annonce la sortie du simple "Your Side of Town" trois jours plus tard. Brandon Flowers indique par ailleurs que l´album prévu a été annulé, la direction "synthpop" prise ne leur convenait plus  et qu´ils devraient se concentrer sur des projets plus proches de Pressure Machine. Brandon Flowers annonce également écrire des chansons pour un nouveau disque solo. Il précise en mai 2025 qu’il devrait y avoir deux disque solos, l’un de chansons romantiques du sud-ouest, et un autre d’histoires du sud-ouest.
The Killers publie une nouvelle compilation le 8 décembre 2023, intitulée Rebel Diamonds, comprenant l'inédit Spririt. We Did It In The Name of Love est aussi publié en ligne à Noël.
Le groupe annonce début 2024 travailler sur un album plus rock. Il sera par ailleurs en résidence au Coloseum du Caesars Palace (en) à Las Vegas à partir du 14 août 2024, pour les 20 ans de son premier album Hot Fuss.
Le simple Bright Lights sort le 9 août 2024. Les vidéos trailers publiées présentent le groupe au complet, avec Mark Stoermer et Dave Keuning,.

## Membres
- Brandon Flowers (né Brandon Richard Flowers à Henderson dans le Nevada le 21 juin 1981) - auteur-compositeur, chant, synthétiseur, piano, basse (à l'occasion). Benjamin d'une famille mormone de six enfants, il se trouve d'anciennes origines écossaises et lituaniennes. Avant d'intégrer le groupe, il était groom au Gold Coast hotel-casino.
- Dave Keuning (né David Brent Keuning à Pella dans l'Iowa le 28 mars 1976) - auteur-compositeur, chant, guitare lead. Il déménage à Las Vegas en 2000 pour être plus proche des dernières tendances musicales. Il en profite pour travailler dans un magasin de vêtements Banana Republic, et à l'Hôtel Casino The Venetian.
- Mark Stoermer (né Mark August Stoermer à Houston au Texas le 28 juin 1977) - auteur-compositeur, chant, basse, guitare rythmique (à l'occasion). D'origine allemande et né d'un père australien, il déménage à Las Vegas où il prend quelques cours de musique et de philosophie à l'université du Nevada à Las Vegas.
- Ronnie Vannucci Jr. (né à Las Vegas dans le Nevada le 15 février 1976) - auteur-compositeur, batterie, occasionnellement guitare. D'origine italienne, il obtient un premier prix de batterie à l'âge de 10 ans. Il intègre l'université du Nevada à Las Vegas et donne des leçons particulières de batterie tout en intégrant des groupes comme Atta Boy Skip ou Romance Fantasy. Il intègre finalement The Killers en 2002 et permet à la nouvelle formation de s'exercer dans les locaux de l'université. Après des répétitions interminables, il décide d'arrêter son travail de photographe à la Little Chapel of the Flowers.

## Discographie

### Albums studio
- 2004 : Hot Fuss
- 2006 : Sam's Town
- 2008 : Day and Age
- 2012 : Battle Born
- 2017 : Wonderful Wonderful
- 2020 : Imploding the Mirage
- 2021 : Pressure Machine

### Compilations et albums live
- 2007 : Sawdust (Compilation de faces B, raretés, sessions live… période 2003 à 2007)
- 2009 : Live from the Royal Albert Hall (Concert enregistré les 5 et 6 juillet 2009)
- 2013 : Direct Hits (Compilation de singles période 2003 à 2013)
- 2023 : Rebel Diamonds (Compilation période 2003-2023)

### Singles
- 2004 : Somebody Told Me
- 2004 : Mr. Brightside
- 2004 : All These Things That I've Done
- 2005 : Smile Like You Mean It
- 2006 : When You Were Young
- 2006 : Bones
- 2006 : A Great Big Sled
- 2007 : Read My Mind
- 2007 :  For Reasons Unknown
- 2007 : Tranquilize (feat. Lou Reed)
- 2007 : Shadowplay
- 2007 : Don't Shoot Me Santa
- 2008 : Human
- 2008 : Joseph, Better You Than Me (feat. Elton John et Neil Tennant)
- 2009 : Spaceman
- 2009 : The World We Live In
- 2009 : A Dustland Fairytale
- 2009 : Happy Birthday Guadalupe
- 2010 : Boots
- 2011 : The Cowboy's Christmas Ball
- 2012 : Runaways
- 2012 : Miss Atomic Bomb
- 2012 : Here with Me
- 2012 : I Feel It In My Bones
- 2013 : Shot At the Night
- 2013 : Dance all around (feat. C Lenglish)
- 2013 : Just Another Girl
- 2013 : Christmas in L.A.
- 2014 : Joel the Lump of Coal
- 2015 : Dirt Sledding
- 2016 : I'll Be Home for Christmas
- 2017 : The Man
- 2017 : Run for Cover
- 2017 : Rut
- 2019 : Land Of The Free
- 2020 : Caution
- 2020 : Fire in Bone
- 2020 : My Own Soul's Warnings
- 2021 : Dustland (feat. Bruce Springsteen)
- 2022 : Boy
- 2023 : Your Side of Town
- 2024 : Bright Lights
- 2025 : Encore at the Garden (avec Bruce Springsteen  - Record Store Day)